# Château de Prandi
Pour les articles homonymes, voir Prandi.
Prandi mõis (anciennement Kardina, Brandten en allemand) était un château (Rüütlimõis) situé dans la paroisse de Peetri kihelkond (Kirchspiel St. Petri in Jerwendans), dans le village de Prandi (en), commune de Koigi dans le comté de Järva en Estonie.

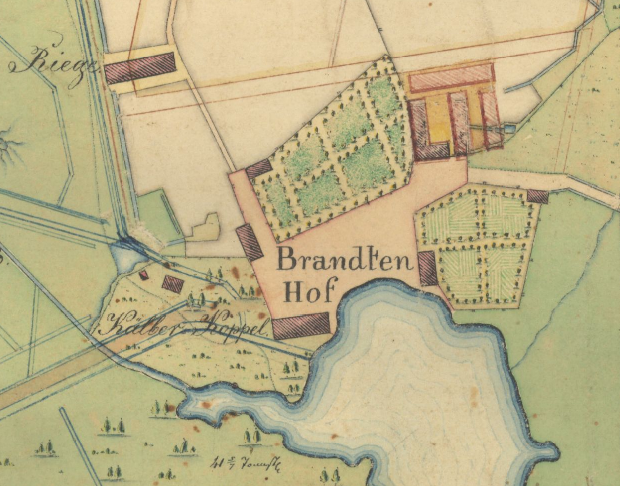
Plan du château de Brandten, F. Leufner 1829

## Histoire
Kardina apparient en 1613 à Hinrich Brandt (ou Brandten) (ülemvahtmeistrile et châtelain de Paide ordulinnus (et)), confirmé en 1616. Le domaine porte alors le nom de Brandten (en allemand), du nom du propriétaire. En 1620, le village est mentionné de nouveau comme appartenant à l’État. En  1623, le même Hinrich Brandten loue le domaine. Il est toujours cité comme locataire en  1627 après le don du roi Gustave II Adolphe de Suède fait le 21 octobre 1626 au colonel Alexander von Essen (et) (1594–1664). Le manoir - où château - de Prandi est construit en 1639. Alexander von Essen le loue de 1641 à 1649 à Rötger Eckholt. Le domaine revient à sa mort en 1663 à son fils Otto Magnus von Essen (et) (1638–1707), chef de la Chevalerie d'Estonie (Eestimaa rüütelkonna peamees) (1691–1694) et magistrat, qui le loue à Andreas Wallwich. Le domaine et son château passe ensuite aux mains de sa fille, Christina Hedwig von Essen, dont le dernier mari était Hans Heinrich von Fersen (et), capitaine, chef de la Chevalerie estonienne, magistrat, seigneur et châtelain de Kirna, Laupa, Pahkla et Reopalu. Luise Magdalena von Fersen, fille du précédent et propriétaire du domaine est l'épouse de Karl Johann von Delwig puis de Erich Helmich von Kaulbars. Wilhelm Arendson Sonnenbach est locataire en 1725. Le manoir de Prandi appartient en 1756 au juge Hans Heinrich von Rosen (1703–1780) (et) puis à son fils Bengt Friedrich von Rosen (et) (1738–1809). Il appartient ensuite au commandant Gottlieb von Belawary, puis après sa mort en 1825 à sa fille Dorothea Elisabeth, épouse de  Wilhelm Georg Nikolai von Erschell. Il est vendu en 1834 au propriétaire du manoir de Koik et de celui de Laimetsa mõis (et), Otto Magnus von Grünewaldt (et) (1801-1890), homme politique, scientifique et chambellan de l'empire russe. Le propriétaire suivant est son fils, Georg von Grünewaldt (et) (1830-1901) - homme politique, magistrat, ambassadeur et Chef de la Chevalerie d'Estonie (1892-1893) - et après sa mort son fils également, Werner von Grünewaldt (1866-1932), dernier propriétaire. 
Le bâtiment principal a été préservé ainsi que quelques autres.

## Littérature
- Karl Kranich "Ajalooandmeid Koigi ümbruse minevikust I" Koigi. 1988.
- Karl Kranich "Prandi küla ja mõis" Koigi Vallaleht. 19. august 1995